# Strophanthus divaricatus
Strophanthus divaricatus är en oleanderväxtart som först beskrevs av Loureiro, och fick sitt nu gällande namn av William Jackson Hooker och Arnott. Strophanthus divaricatus ingår i släktet Strophanthus och familjen oleanderväxter. Inga underarter finns listade i Catalogue of Life.